# Beata Welfle

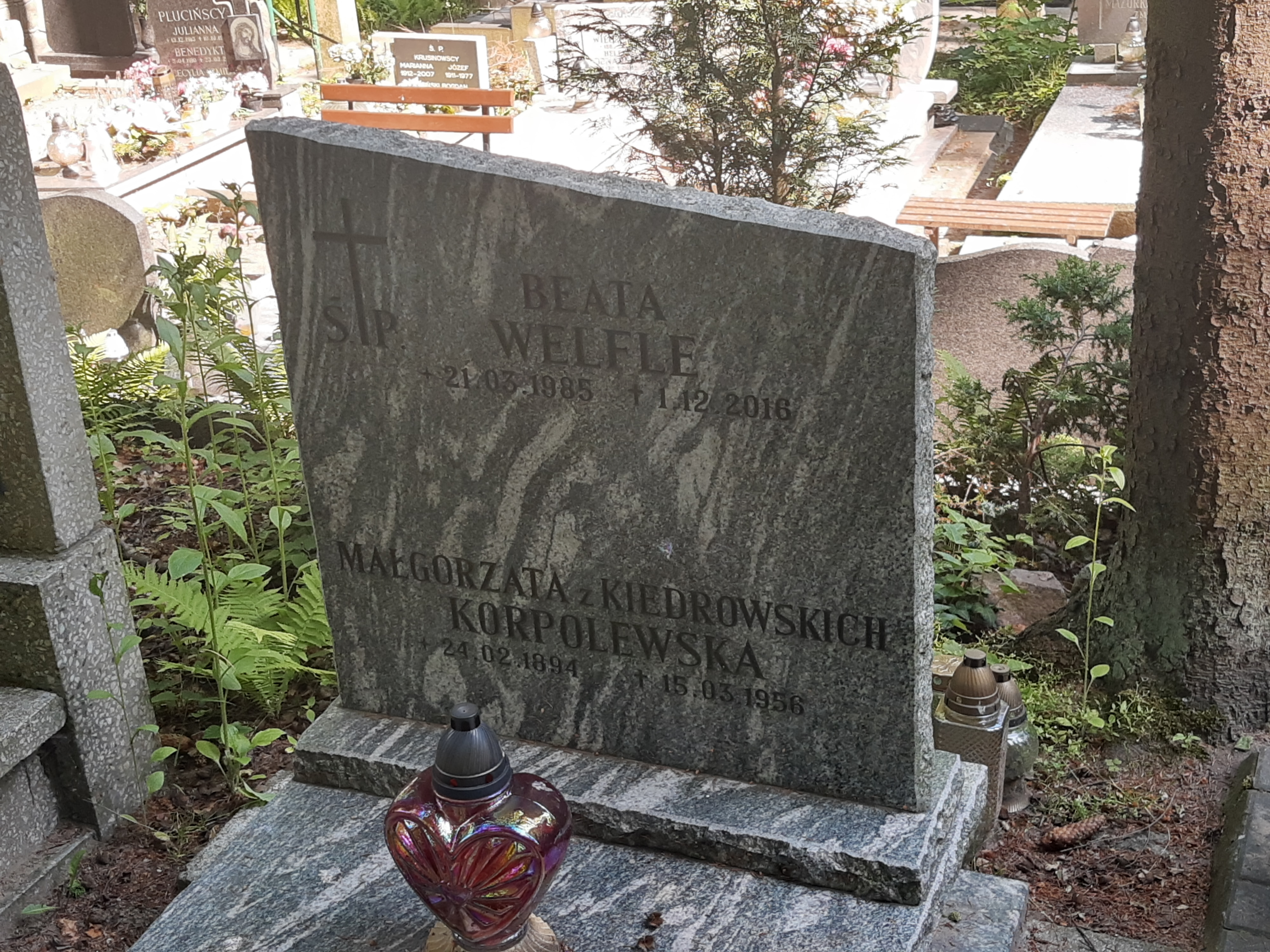
Grób Beaty Welfle na cmentarzu Witomińskim

Beata Welfle z domu Maciejewska, również Beata Maciejewska-Welfle (ur. 21 marca 1985 w Biłgoraju, zm. 1 grudnia 2016) – polska zawodniczka karate.

## Życiorys
Pochodziła z Biłgoraja na Lubelszczyźnie. Ukończyła studia na Akademii Wychowania Fizycznego im. Eugeniusza Piaseckiego w Poznaniu. Jako zawodniczka Lubelskiego Klubu Karate Tradycyjnego w 2006 na X Mistrzostwach Europy Juniorów i Kadetów w Karate Tradycyjnym w Rzeszowie zdobyła złoty medal w konkurencji Fukugo oraz dwa srebrne w  Enubu i w kumite indywidualnym. W tym samym roku była również najlepsza na I Młodzieżowych Mistrzostwach Polski w Karate Tradycyjnym. W 2007 na XVIII Mistrzostwach Polski Seniorów i Juniorów w Karate Tradycyjnym we Wrocławiu zdobyła złoty medal w konkurencji Fukugo w kategorii seniorów oraz srebrny w Enbu, zaś w 2008 została brązową medalistką w karate (Enbu) na XIX Mistrzostwach Polski Seniorów i Juniorów w Karate Tradycyjnym.
W 2007 zdiagnozowano u niej glejaka anaplastycznego o złośliwości III stopnia. Przeszła wówczas radioterapię i chemioterapię. W lipcu 2009 wyszła za mąż za Jacka Welfle. Wraz z mężem była instruktorem w gdyńskim Klubie Karate Tradycyjnego „Kuro-obi”. W 2015 przyszedł na świat ich syn Julian. Pod koniec 2015 zdiagnozowano u niej nawrót choroby. Zmarła 1 grudnia 2016 i została pochowana na cmentarzu Witomińskim w Gdyni (kwatera 58-7-5).